# Mikhaïl Chveïtser
Pour les articles homonymes, voir Schweitzer.
Mikhaïl (ou Moïsseï / Moïse) Abramovitch Schweitzer (en russe : Михаил (Моисей) Абрамович Швейцер), né le 16 février 1920 à Perm (en Union des républiques socialistes soviétiques) et mort le 2 juin 2000 à Moscou (en Russie), est un réalisateur et scénariste soviétique et russe, artiste du peuple de la RSFSR et artiste du peuple de l'URSS.

## Biographie
Né à Perm, Mikhaïl Schweitzer déménage à Moscou en 1925 avec ses parents. La sœur du réalisateur, Victoria, raconte dans l'interview à Écho de Moscou (2008) que Mikhaïl, en 1939, a tenté de passer le concours d'entrée de l'Institut de la philosophie, de la littérature et de l'histoire, mais à cause des fautes d'orthographe sa dissertation a été refusée. Il s'inscrit alors à l'Institut national de la cinématographie où il étudie dans la classe de Sergueï Eisenstein. Diplômé en 1943, il commence sa carrière à Mosfilm. Il assiste notamment Mikhaïl Romm sur le tournage de Matricule 217 en 1944. En 1949, avec ses camarades d'études, Boris Bouneïev (ru) et Anatoli Rybakov, il tourne Le Chemin de la gloire. En 1954, son adaptation de la nouvelle Dirk d'Anatoli Rybakov, réalisée en collaboration avec Vladimir Venguerov, arrive à la neuvième place par le nombre de spectateurs (27,57 millions). Distingué artiste du Peuple de la RSFSR en 1977, Schweitzer obtient le titre d'Artiste du peuple de l'URSS en 1990.
En mai 2000, il a un accident au volant de sa voiture et meurt un mois plus tard, après plusieurs opérations tentées à l'hôpital de l'Institut Sklifossovski. L'artiste est enterré au cimetière Vostriakovo.

## Vie privée
Mikhaïl Schweitzer rencontre la violoniste Sophia Milkina (1922-1997) aux studios Mosfilm, qui devient sa proche collaboratrice avec laquelle il se marie. Ils travaillent ensemble sur plusieurs films. Leur fille Tina (1946-1er mai 1948) meurt à l'âge de deux ans, le fils Vladimir (26 mars 1957-1960) à l'âge de trois ans, les deux enfants ont été porteurs d'une maladie génétique. En 2009, une plaque commémorative est opposée au no 6 perspective Universitetski (Университетский проспект) à Moscou, avec les noms de Schweitzer et Milkina, mentionnant qu'ils habitaient à cette adresse de 1978 à 2000,. En 2001, le cinéaste d'animation Alexeï Diomine (ru) réalise un dessin animé Les Chats sous la pluie d'après la chansonnette composée par Sophia Milkina.

## Filmographie partielle

### Comme réalisateur

#### Au cinéma
- 1947 : Le Chemin de la gloire (ru) (Путь славы).
- 1954 : La Dague (Кортик) (avec Vladimir Venguerov).
- 1956 : La Parenté étrangère (Чужая родня).
- 1957 : Le Nœud serré.
- 1960 : L'Aspirant Panine.
- 1960 : Résurrection (Воскресение).
- 1965 : Il est temps d'avancer (Vremia, vperiod!, Время, вперёд!).
- 1968 : Le Veau d'or.
- 1970 : Carrousel (film, 1970) (ru).
- 1975 : La Fuite de Monsieur McKinley.
- 1977 : Des gens étranges (ru) (Смешные люди!).
- 1987 : La Sonate à Kreutzer.
- 1992 : Comment ça va, les carassins ? (ru) (Как живёте, караси?).

#### À la télévision
- 1971 : Karusel (Карусель).
- 1979 : Les Petites Tragédies (ru) (Маленькие трагедии) (feuilleton TV).
- 1984 : Les Âmes mortes (Мёртвые души) (feuilleton TV).
- 1993 : Écoute, Fellini ! (ru) (Послушай, Феллини!).

## Distinctions
- 1977 : artiste du Peuple de la RSFSR.
- 1977 : prix d'État de l'URSS pour le film La Fuite de Monsieur McKinley (1975).
- 1989 : prix des frères Vassiliev pour La Sonate à Kreutzer (1987).
- 1990 : Artiste du peuple de l'URSS.
- 1992 : prix spécial de Kinotavr.
- 1992 : prix Kinotavr dans la catégorie Cinéma pour tous (« Кино для всех »).
- 1992 : prix Kinotavr pour la contribution à l'art cinématographique pour le film Kak zhivyote, karasi?.
- 1995 : prix Zolotoï oven.
- 1995 : ordre de l'Honneur (Russie).
- 1998 : prix du président de la fédération de Russie dans le domaine de l'art et de la littérature.
- 1999 : prix Nika dans la nomination « l'Honneur et la dignité » (Честь и достоинство).
- 2000 : ordre du Mérite pour la Patrie de la IIIe classe.